# ユグドラシル (アルバム)
『ユグドラシル』は、BUMP OF CHICKENのメジャー2枚目、通算4枚目のアルバム。2004年8月25日にトイズファクトリーから発売された。

## 概要
前作『jupiter』から2年半ぶりに発売された。タイトル「ユグドラシル」とは北欧神話に登場する「世界樹」のことであるが、命名した理由は言葉の響きが良かったからで、深い意味はない。収録曲「asgard」「midgard」のタイトルも北欧神話に由来する。
初回盤にはユグチャリ（オリジナル自転車）連動抽選応募ハガキ同梱。当選者の話によると「普通にドンと大きな箱で届いた」らしい。なお、本作からのリカットシングル「車輪の唄」にはこのユグチャリの紐の抽選応募ハガキが付いてきた。
ジャケットの絵は藤原によるもので、6Bの鉛筆で描いた。藤原の筆箱に未だに入っているとのこと。
藤原のイラストと直井の写真を組み合わせた独特な歌詞カードが特徴的である。また、最初と最後の曲として、アルバムとしては初めてのインストゥルメンタル楽曲が収録された。藤原は「本の表紙と背表紙をつける感じ」と語っている。
『jupiter』同様オリコンチャート初登場1位を記録。前作の25万枚を上回る31.5万枚を売り上げた。その後も売上を伸ばし、70万枚近い売上を叩き出した。
第19回日本ゴールドディスク大賞（2005年）にて、ロック&ポップ・アルバム・オブ・ザ・イヤー（邦楽部門）を受賞した。

## 収録曲
| 全作詞・作曲: 藤原基央、全編曲: BUMP OF CHICKEN。 |                                  |          |            |      |
| #                                                 | タイトル                         | 作詞     | 作曲・編曲 | 時間 |
| 1.                                                | 「asgard」                       | 藤原基央 | 藤原基央   | 0:39 |
| 2.                                                | 「オンリー ロンリー グローリー」 | 藤原基央 | 藤原基央   | 4:51 |
| 3.                                                | 「乗車権」                       | 藤原基央 | 藤原基央   | 3:06 |
| 4.                                                | 「ギルド」                       | 藤原基央 | 藤原基央   | 5:49 |
| 5.                                                | 「embrace」                      | 藤原基央 | 藤原基央   | 5:32 |
| 6.                                                | 「sailing day」                  | 藤原基央 | 藤原基央   | 4:04 |
| 7.                                                | 「同じドアをくぐれたら」         | 藤原基央 | 藤原基央   | 5:19 |
| 8.                                                | 「車輪の唄」                     | 藤原基央 | 藤原基央   | 4:26 |
| 9.                                                | 「スノースマイル」               | 藤原基央 | 藤原基央   | 5:07 |
| 10.                                               | 「レム」                         | 藤原基央 | 藤原基央   | 4:21 |
| 11.                                               | 「fire sign」                    | 藤原基央 | 藤原基央   | 5:14 |
| 12.                                               | 「太陽」                         | 藤原基央 | 藤原基央   | 5:49 |
| 13.                                               | 「ロストマン」                   | 藤原基央 | 藤原基央   | 5:04 |
| 14.                                               | 「midgard」                      | 藤原基央 | 藤原基央   | 0:41 |
| 合計時間:                                         | 合計時間:                        | 60:02    |            |      |

| 全作詞・作曲: BUMP OF CHICKEN。 |                         |                 |                 |
| #                               | タイトル                | 作詞            | 作曲・編曲      |
| 1.                              | 「O・TO・GA・MEはーと」 | BUMP OF CHICKEN | BUMP OF CHICKEN |

### 楽曲解説
1. asgard
asgardとは、北欧神話に登場する“アース神族の国”のこと。
PV集『ユグドラシル』のメニュー画面でしばらく放置していると、この曲が流れ出す。
2. オンリー ロンリー グローリー
7thシングル。
表記はないがイントロにコーラスが追加されたバージョンで収録されている。
ベストアルバム『BUMP OF CHICKEN I ＜1999-2004＞』の13曲目にオリジナルバージョンが収録されている。
3. 乗車権
「オンリー ロンリー グローリー」のカップリング曲を製作しなければならない状況で出来た曲だったが、主張が強くカップリング向きでないとしてアルバムへの収録となった。
4. ギルド
藤原がギターの弦を張り替えながら30分ほどで歌詞を完成させた曲であり、その様子を鹿野淳が目撃している。
タイトルには同音表記の単語が複数あるが、海外販売盤の歌詞カードなどにもある通り、公式には中世ヨーロッパの「同業者組合」の意味である「guild」がタイトルの由来で、遠まわしに「仕事」を表現している。曲に鍛冶屋をイメージするような音が使われており、これはメンバーが鉄アレイを叩いて出した音である。
アルバム発売後に「このアルバムをもっと知ってもらうためにPVを作ろう」という運びになった際、藤原は「これのPVを作るなら人形劇風にしたい」と洩らした。これはレコーディング時から考えていたことで、約2年後の2006年9月に無声映像作品『人形劇ギルド』がリリースされた。また、『人形劇ギルド』リリースに先駆けて、『人形劇ギルド』の映像と2006年3月に行われた代々木第一体育館でのライブ映像を組み合わせたPVが製作された。
なお、藤原は同じ名前のブランドのギターを数本持っている。
ベストアルバム『BUMP OF CHICKEN II ＜2005-2010＞』の4曲目に収録されている。
5. embrace
2003年の夏フェスで初披露された曲。
増川が藤原の家に来たときに藤原が短時間で書いた曲で、一見ストレートなラブソングのようであるが、レコーディング中に視力が低下して断片的に景色がモノクロに見えていた藤原が、その時の感覚を歌詞にしていたり、B-PASSのインタビューで「温度は一番嘘をつかない情報」と体温感について語っているなど、必ずしもラブソングであるというわけではない。
増川はレコーディングに不参加。
6. sailing day
5thシングル「ロストマン/sailing day」2曲目。
映画『ONE PIECE THE MOVIE デッドエンドの冒険』主題歌。
ベストアルバム『BUMP OF CHICKEN I ＜1999-2004＞』の11曲目に収録されている。
7. 同じドアをくぐれたら
藤原曰く「天秤をテーマにずっと曲が書きたかった」とのことで、理由は「大事なものは普通手に持って掲げるのに、天秤は大事なものが下に下がるということを書きたかった」から[3]。
本作の中では比較的早いうちに完成していた曲で、バンドの楽曲としては初めてマンドリンが使用されている。
「embrace」と同じく増川はレコーディングに不参加。
8. 車輪の唄
アルバム発表後に8thシングルとしてリカットされた。シングルバージョンにはコーラスが追加されている。
升はブラシスティックでドラムの演奏をしている。藤原がマンドリンを使用、前奏部分のアルペジオや曲中では多々使われている。ライブではエレキギター主体のアレンジが施されて演奏されている。
PVは通常のものと、DVD「ユグドラシル」のボーナストラックとして収録されているもので2種類存在する。
ベストアルバム『BUMP OF CHICKEN I ＜1999-2004＞』の14曲目に収録されている。
9. スノースマイル
4thシングル。
ベストアルバム『BUMP OF CHICKEN I ＜1999-2004＞』の9曲目に収録されている。
10. レム
メンバーに気づかれないよう藤原が一人でこっそり録った曲[4]。
全編を通してフィードバック演奏の音をパッドとして使用しており、間奏にはギターが使われている。なお、この曲のコード進行は車輪の唄と同じである。
アルバム発売から20年後の2024年に行われたライブツアー「BUMP OF CHICKEN TOUR 2024 Sphery Rendezvous」にて初披露された。
11. fire sign
増川の誕生日に藤原が贈った曲で、『旗（「メロディーフラッグ」）』『拾ってきた笑顔（「ラフメイカー」）』『自分の声・泣き声の主（「ダイヤモンド」）』『星は廻る（「天体観測」）』『汚れた猫（「K」）』『命の火・照らす灯り（「ランプ」）』など、過去の楽曲のモチーフが詞に多く登場している。
ライブではコーラス部分を全員で合唱するのが恒例となっている。また、間奏で藤原のソロがあるが、これは生のソリッドギターの音を使用している。
12. 太陽
歌の最終部分は途中の歌詞と締めくくりの歌詞のコーラスとなっている。
13. ロストマン
5thシングル「ロストマン/sailing day」1曲目。
ベストアルバム『BUMP OF CHICKEN I ＜1999-2004＞』の10曲目に収録されている。
14. midgard
「asgard」より少しマイクに近づいて録音されている[4]。midgardとは、北欧神話に登場する“人間世界”のこと。

- 隠しトラックに「激しぶBOYS」が歌う「O・TO・GA・MEはーと」（作詞・作曲:BUMP OF CHICKEN）が収録されている。始まりのランキングでJOYの「シャドー」が紹介されている。

## PV集
BUMP OF CHICKENの3枚目のPV集。2004年12月1日にトイズファクトリーから発売された。

### 解説
9thシングル『車輪の唄』と同時発売。PV監督は番場秀一で、同名アルバム『ユグドラシル』の曲を中心に収録されている。

### 収録曲
1. オンリー ロンリー グローリー
音源はシングルバージョンである。
2. 車輪の唄
音源はシングルバージョンである。
直井がエレクトリックベースではなく、ウッドベースを使用している。
3. sailing day
演奏しているメンバーの横を『ONE PIECE』の主人公・モンキー・D・ルフィ、女子高生、マスクの男、警察官の集団が次々に通り過ぎたり、メンバーがいろいろな物を投げつけられる。
尚、演奏終了後に、各楽器を投げ捨てるという場面がある。撮影は、千葉県千葉市にあるコストコの駐車場で行われた。
4. アルエ
『FLAME VEIN』収録曲。シングルカットされた際にPVが製作された。「リトルブレイバー」「ランプ」のPVや、過去のライブ映像、以前にスペースシャワーTVの番組に出演した時の映像の一部が使用されている。
5. スノースマイル
「天体観測」のPVをモチーフに群馬県丸沼高原にて撮影された。
6. ロストマン
東京都の大島裏砂漠にて撮影された。